# Tamino
Tamino – postać fikcyjna, Książę, główny bohater dwuaktowego singspielu Wolfganga A. Mozarta z librettem Emanuela Schikanedera Czarodziejski flet (KV 620). 
Partia Tamina przeznaczona jest dla operowych tenorów. Pierwszym wykonawcą tej roli podczas światowej prapremiery, jaka miała miejsce w Theater im Freihaus auf der Wieden w Wiedniu 30 września 1791, był Benedikt Schack.